# Diskografie Karla Gotta

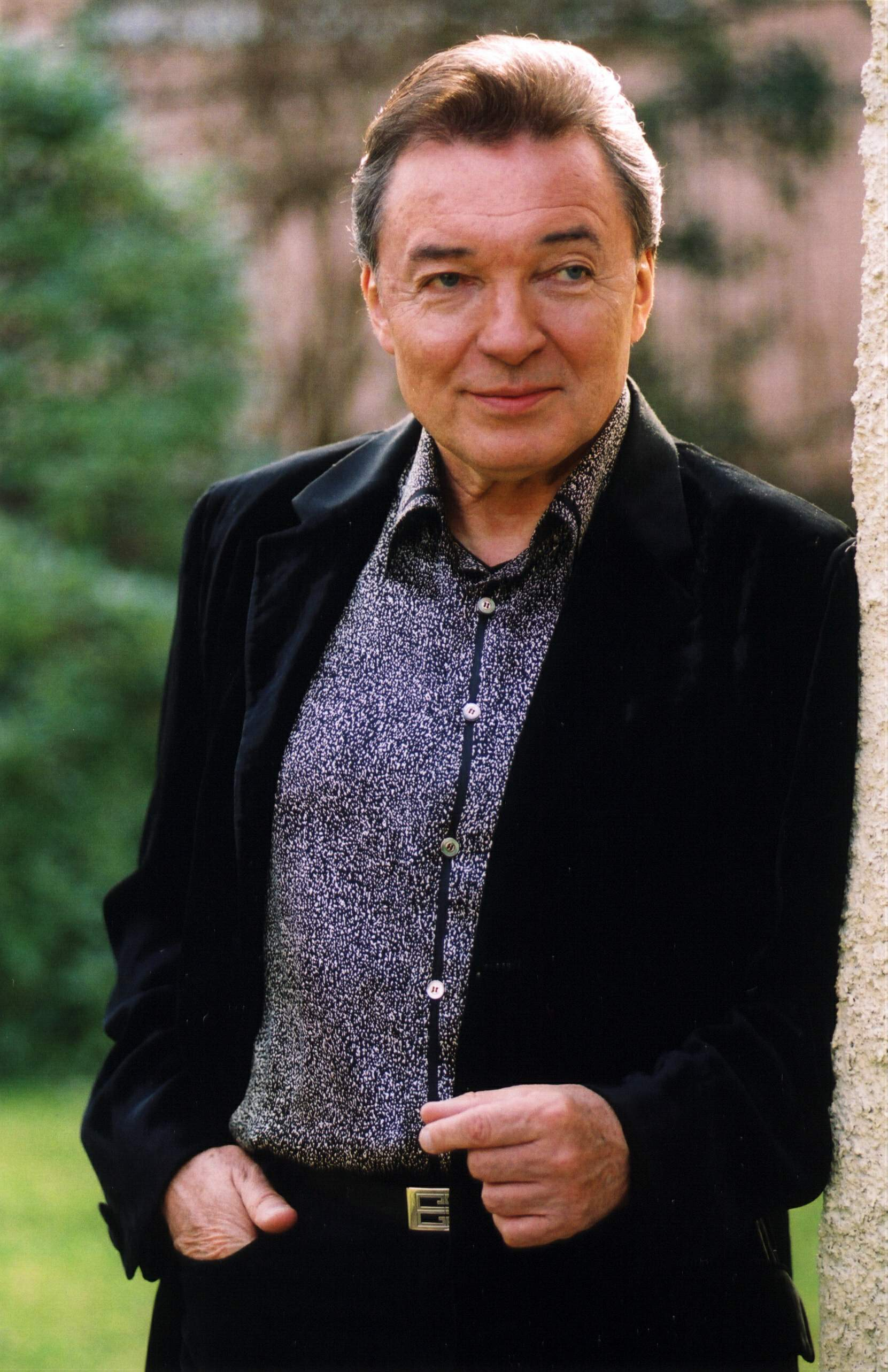
Karel Gott

Toto je část diskografie zpěváka Karla Gotta.

## Singly
Seznam singlů není úplný.
- 1962 Rudolf Cortés – Kouzelná píšťala / Vlasta Průchová, Karel Gott – Až nám bude dvakrát tolik
- 1964 Angelina – Karel Gott / Kde je tvůj pláč – Yvetta Simonová, Milan Chladil – Supraphon
- 1964 Tajná láska – Karel Gott / Svatební – Yvetta Simonová – Supraphon
- 1966 Santa Lucia – Karel Gott / Dlouhá bílá noc – Judita Čeřovská – Supraphon
- 1967  Mám tě rád víc než dřív / Amen, pravím vám – Supraphon 0 43 0445
- 1968 Čas růží / Slunce a já – Supraphon 0 43 0508
- 1968 Lady Carneval / Pouťový triky – Supraphon 0 43 0579
- 1968 Kdyby nepadal déšť / Prázny dum – Supraphon 0 43 0592
- 1968 Než bude ráno /  Jak blúdny Holanďan – Supraphon 0 43 0593
- 1969 Narodil se máj / Zavřu teď krám s básněmi – Supraphon  0 43 0673
- 1969 Zpátky si dám ten film / Pokoj duši tvé – Supraphon 0 43 0788
- 1969 Marléna / Káva a rýže – Supraphon 0 43 0659
- 1970 Má první láska se dnes vdává / Dívka jako porcelán – Supraphon 0 43 1062
- 1970 El Condor Pasa / Ma belle amie – Supraphon 0 43 1070
- 1971 Když jsem já byl tenkrát kluk /  Adagio –  Supraphon 0 43 1220
- 1972 Malvína / Angelika – Supraphon 0 43 1396
- 1973 Už z hor zní zvon / Zátiší – Supraphon 0 43 1597
- 1974 Pocit sváteční / Protože – Supraphon 0 43 1633
- 1975 Měl jsem rád a mám / Tvuj stín se má  – Supraphon 1 43 1879
- 1975 Varšavský koncert / Alžbětina serenáda – Supraphon 1 43 1921
- 1977 Do re mi la / V září – Supraphon 1 43 2157
- 1985 Fang das Licht – Karel Gott a Darinka/Ein Freund kehrt heim – Karel Gott – Polydor 883 600-7 [1]
- 1990 Rock'n'roll Party / Rock'n'roll Party po půlnoci – Supraphon – 11 1220-6 311 – maxisingl, obsahující na každé straně jeden megamix

## Řadová alba

### 60. léta
Recitál Karla Gotta 1964/65
- Zpívá Karel Gott (1965) – výběr ze singlových nahrávek z let 1963–1965, opatřený jednou novinkovou písní – Supraphon
- The Goldene Voice of Prague (1966) – Supraphon
- Hlas můj nech tu znít (1967) – Supraphon
- Die Goldene Stimme aus Prag (1968) – Polydor
- Poslouchejte! Karel Gott zpívá Lásku bláznivou a další hity (1969) – Supraphon
- Vánoce ve zlaté Praze (1969) – Supraphon
- Weihnachten in der golden Stadt (1969) – Polydor
- In mir klingt ein Lied (1969) – Polydor

### 70. léta
- Die goldene Stimme aus Prag (1970) – Polydor
- Der Star meines Lebens (1970) – Polydor
- Hity '71 (1971) – výběr ze singlových nahrávek z let 1970–1971, sestavený záměrně jako řadové album – Supraphon
- Von Romeo an Julia (1971) – Polydor
- Von Böhmen in die Welt (1971) – Polydor
- Má píseň (1972) – Supraphon
- Hol' die Welt in dein Haus (1972) – Polydor
- Schätze der Vergangenheit (1972) – Polydor
- Zwischen Moldau, Don und Donau (1972) – Polydor
- Hudba není zlá (1973) – Supraphon
- Mezi Vltavou, Donem a Dunajem (1973) – Supraphon
- Mistral (1973) – Supraphon
- La Canzone (1973) – Polydor
- La Canzone (1973) – Discophon (SP)
- Dieses Land ist mein Land (1973) – Polydor
- Vánoce ve zlaté Praze (1973) (reedice s jiným obalem) – Supraphon
- Italské kanconety (1974) – pouze MC kazeta – Supraphon
- Karel Gott 1974 (1974) – Supraphon
- Meine Wolgamelodie (1974) – Polydor
- Heut' ist der Schönste Tag in meinem Leben (1974) – Polydor
- Karel Gott Sings Golden Classic (1974) – Columbia (JP)
- Melodie, které nestárnou (Karel Gott & Karel Vlach) (1975) – Supraphon
- Hvězda padá vzhůru (1975) – Supraphon
- Böhmische Kirmes (1975) – Polydor
- From My Czech-Song Book (1975) – Supraphon
- Karel Gott (1975) – Amiga
- Rosa Rosa (1975) – Polydor
- Karel Gott '76 (1975) – Supraphon
- Meine Sonntagsmelodie (1976) – Polydor
- Meine Dounamelodie (1976) – Polydor
- Singet und freut euch des Lebens (1976) – Polydor
- Musik und Tanz durch Böhmen und Mähren (1976) – Polydor
- Karel Gott '77 (1976) – Supraphon
- Karel Gott (1977) – Melodija
- Ein besonderer Klang (1977) – Polydor
- Karel Gott '78 (1977) – Supraphon
- Gute Reise (1978) – Polydor
- ZDF Show '78 (1978) – Poldor
- Go In Search Of Happiness (1978) – Columbia (JP)
- Romantika (1978) – Supraphon
- Amore mio (1978) – Amiga
- Karel Gott '79 (1979) – Supraphon
- My Romantic Feeling (1979) – Supraphon / Artia
- Meine Lider'79 (1979) – Polydor
- Maruschka (1979) – Fiesta Record (USA)
- Alle Jahre wieder (1979) – Polydor

### 80. léta
- Karel Gott dnes (1980) – Supraphon
- Karel Gott heute (1980) – Amiga
- Eine Liebe ist viele Tränen wert (1980) – Polydor
- Country album (1981) – Supraphon
- Bella Italia (1981) – Polydor
- Karel Gott Live (1981) – Polydor
- Bílé vánoce (1982) – Supraphon
- Kontrasty (1982) – Supraphon
- Country Album (1982) – Supraphon
- My Czech Goldies (1982) – Polydor
- Und die Sonne wird wieder scheinen (1982) – Polydor
- Mein Refrain (1982) – Fiesta Record (USA)
- ...a to mám rád (1983) – Artia/Supraphon
- Koncert pro tebe (Just For You) (1983) – Artia/Supraphon
- Zeichen (1983) – Polydor
- Du bist da für mich (1983) – Amiga
- White Christmas (1983) – Supraphon
- Hrátky s láskou (1984) – Supraphon
- Karel (1984) – Polydor
- Weihnachten (1984) – Philips / PolyGram (SW)
- Muzika (1985) – Supraphon
- Live'85 (1985) – Polydor / Amiga
- Es war ein gutes Jahr (1985) – Polydor
- To vám byl dobrý rok (1986) – Supraphon
- Mein Herz wird fliegen (1986) – Polydor
- Posel dobrých zpráv (1987) – Supraphon
- Kein Blick zurück (1987) – Polydor
- Bílé Vánoce (1988) – Supraphon – reedice z 1982, CD, MC
- You Are Everywhere (1988) – Supraphon
- Stowaways On The Ark / In der Arche ist der Wurm drin (1988) – Paramount Pictures (USA, CA)
- Loď snů (1989) – Supraphon, CD,MC
- Ich will dich so wie du bist (1989) – Polydor

"Hity 60., 70., 80. let"
(1989)

### 90. léta
- I Love You For Sentimental Reasons (1990) – album evergreenů natočených v angličtině, ale určených pro tuzemský trh – Supraphon
- Písmo lásky (1990) – Supraphon
- Ein Abend mit Karel Gott (1990) – Polydor
- In dieser Nacht (1990) – Polydor
- Frühling im Prag mit Dir (1990) – Polydor
- Mein Refrain (1990) (reedice z roku 1976) – Fiesta Record (USA)
- Nejromantičtější (1991) – obsahuje 6 starých nahrávek a 6 nových – Supraphon
- Když muž se ženou snídá (1992) – Supraphon
- Vánoce ve zlaté Praze (1992) – Supraphon – CD reedice kopíruje LP reedici z (1973)
- In einer Nacht wie heut' (1992) – Polydor
- Věci blízké mému srdci – (Karel Gott, Josef Suk, Rudolf Rokl) (1993) – Supraphon
- Mitten im Leben (1993) – Polydor
- Karel Gott `95 (1994) – Polydor(CZ)
- Zázrak vánoční (1995) – poslední album, které vyšlo také na LP – GoJa
- Belcanto (1996) – GoJa – klasické písně a operní árie
- Duety (Karel Gott & Lucie Bílá) (1997) – EMI – roku 2018 vyšlo album znovu, doplněné o novou píseň Na křídlech Slavíků
- Miluj (1997) – GoJa
- Classics (1997) – Polydor
- Svátek svátků (Karel Gott & Eva Urbanová) (1998) – obsahuje duety s Evou Urbanovou, ale také staré nahrávky z Gottova sólového alba Bílé Vánoce z r. 1982 – GoJa
- Ro(c)ky mého mládí (1998) – GoJa
- Fröhliche Weihnacht (1999) – PolyMedia

### po roce 2000
- Für immer jung (2000) – Polydor
- Pokaždé (2002) – Universal
- Swing kolekce (2002) – GoJa
- Jede Nacht (2002) – Universal Koch
- Karel Gott & Helena Vondráčková – Live (2003) – Universal
- Ich hab' gelernt zu lieben (2004) – Universal Koch
- Můj strážný anděl (2004) – GoJa
- Jdi za štěstím (2005) – společně s Karlem Svobodou – GoJa
- Má pouť (2006) – GoJa
- Schön, dass du geboren bist (2006) – Universal Koch
- Každý má svůj sen (2007) – GoJa
- Vstrečaj vesnu (2008) – Melodija
- Leben (2009) – Universal Koch
- Lidovky mého srdce (2010) – Supraphon
- Sentiment (2011) – Supraphon
- Dotek lásky (2012)
- Chraň bůh (2012) – Supraphon
- Láska je nádhera (2013) – Supraphon
- S pomocí přátel (2014) – Supraphon
- Herr Gott nochmal (2014) – Electrola
- 40 Slavíků (2016) – Supraphon
- Ta pravá (2018) – Supraphon

## Tuzemská výběrová alba

### 70. léta
- Karel Gott (1971) – pouze MC kazeta – Supraphon
- Žiju rád (1976) – pouze MC kazeta – Supraphon
- Zpívá Karel Gott (1976) – (jedná se o výběr z TV vystoupení Karla Gotta v divadle ve Slaném ze 70. let, výběr není totožný s první stejnojmennou LP deskou Karla Gotta a není také totožný s CD výběrem Karel Gott ve Slaném) Supraphon

### 80. léta
- Story (1981) 2 LP – Supraphon
- Story 2 (1987) 2 LP – Supraphon
- Story 3 (1989) 2 LP – Supraphon
- Story Komplet (1989) 6 LP – obsahuje ve speciálním boxu alba Story 1–3 – Supraphon

### 90. léta
- 42 největších hitů (1991) 2 CD, na LP nevyšlo – Supraphon
- Only You (1993) – v podstatě se jedná o vydání nikdy nerealizované anglicky zpívané desky Walk With Me z r. 1968
- Originální nahrávky ze 60. let (1993) – reedice 2000, v některých písních se liší – Supraphon (vyšlo jako 2CD, 2MC a 3LP – jiné obaly)
- Originální nahrávky ze 70. let (1994) – reedice 2000, v některých písních se liší – Supraphon (vyšlo jako 2CD, 2MC a 3LP – jiné obaly)
- Originální nahrávky z 80. let (1995) 2 CD, 2MC – reedice 2000 Supraphon
- Vánoční kolekce (1996) – GoJa – 2CD, jedná se o soubornou reedici alb Zázrak vánoční z (1995) a Věci blízké mému srdci z (1993) , opatřeno novým obalem
- Pár havraních copánků (1996) – Bonton (komplet 1)
- Dotýkat se hvězd (1996) – Bonton (komplet 2)
- Zpívá Karel Gott (1996) – Bonton (komplet 3)
- Cesta rájem (1996) – Bonton (komplet 4)
- Pošli to dál (1996) – Bonton (komplet 5)
- The Golden Voice of Prague (1997) – Bonton (komplet 6 – Walk With Me)
- Recitál (Eva Pilarová a Karel Gott 1965 Live) (1997) – Bonton (komplet 7)
- Hlas můj nech tu znít (1998) – Bonton (komplet 8)
- Karel Gott 60 – Výroční edice (1999) 8CD – Sony Music – obsahuje reedice Originálních nahrávek ze 60., 70. a 80. let + novinkové 2 CD Originální nahrávky z 90. let

### Po roce 2000
- Karel Gott ve Slaném (2000) – Universal / BM Music – 2CD – výběr z TV vystoupení Karla Gotta v divadle ve Slaném ze 70. let
- Vánoce ve zlaté Praze (2000) – Sony Music (komplet 11)
- Jsou svátky (2000) pouze Slovensko – GoJa
- Originální nahrávky z 60. let (2000) – Sony Music – 2CD
- Originální nahrávky z 70. let (2000) – Sony Music – 2CD
- Originální nahrávky z 80. let (2000) – Sony Music – 2CD
- Originální nahrávky z 90. let (2000) – Sony Music – 2CD
- To nej... (2000) – Saturn
- Portréty českých hvězd (2000) – Areca / Music Multimedia
- Fang das Licht (2000) – Delta
- Meisterstücke (2000) – Polydor
- Lady Carneval (2001) – Bonton (komplet 9)
- Poslouchejte! (2001) – Bonton (komplet 10)
- In mir klingt ein Lied Hity 71 (2001) – Sony Music (komplet 12) – 2CD
- Meine grossen Erfolge (2001) – Polydor
- Best of Karel Gott (2001) – Polydor
- Portréty českých hvězd (2002) – Presston
- Má píseň / Mistrál (2002) – Sony Music (komplet 13) – 2CD
- Mezi Vltavou, Donem a Dunajem/La Canzone (2002) – Sony Music (komplet 14) – 2CD
- Hudba není zlá (2002) – Sony Music (komplet 15)
- Romanantische Gefühle (2002) – Universal Koch
- Pojď, ukážu ti cestu rájem (2003) – Areca Music
- Portréty českých hvězd (2003) – Areca Music
- Hvězdy českého nebe (2003) – Radioservis
- Karel Gott '74 (2003) – Sony Music (komplet 16)
- Melodie, které nestárnou (Karel Gott a Karel Vlach) (2003) – Sony Music (komplet 17)
- Karel Gott '76 (2003) – Supraphon (komplet 18)
- Augenblicke (2003) – Universal Koch
- Musik, das ist mein Leben (2003) – Universal Koch
- Babička (2003) – Universal Koch
- Lásko má (2004) 2 CD – Supraphon
- Karel Gott '77 (2004) – Supraphon (komplet 19)
- Karel Gott '78 (2004) – Supraphon (komplet 20)
- Romantika (2005) – Supraphon (komplet 21)
- Karel Gott '79 (2005) – Supraphon (komplet 22)
- Karel Gott dnes / Country album (2006) – Supraphon (komplet 23,24) – 2CD
- Kontrasty / ...a to mám rád (2006) – Supraphon (komplet 25,26) – 2CD, 2MC
- Jsou svátky (2006) liší se od stejnojmenného výběru z r. 2000, který byl připraven pro slovenský trh – GoJa
- Weisst du wohin (2006) – Universal Koch
- Silber Idition – Wenn ich dich night hätte (2006) – Universal Koch / Rossmann
- 50 hitů (2007) 2 CD – Supraphon
- Zlatá kolekce (2007) – Reader's Digest / Supraphon
- Weisst du wohin (2007) – Reader's Digest
- Koncert pro tebe / Hrátky s láskou  (2007) – Supraphon (komplet 27,28) – 2CD
- Muzika / To vám byl dobrý rok (2007) – Supraphon (komplet 29,30)
- Bílé vánoce (2007) – Supraphon (komplet 31)
- Star Idition (2007) – Universal Koch
- 40 Jahre Karel Gott (2007) – Universal Koch
- Zmírám láskou (2008) – vyšlo pouze v rámci levné edice v papírovém obalu – GoJa
- Schlager Juwelen – Seine grossen Erfolge (2008) – Polydor
- Posel dobrých zpráv / Loď snů (2008) – Supraphon (komplet 32,33) – 2CD
- Písmo lásky / I Love You For (2008) – Supraphon (komplet 34,35)
- 3x Schlager vom Feinsten (2009) – Universal Koch
- Für immer jung (2009) – Universal Koch
- Když muž se ženou snídá / Rarity (2009) – Supraphon (komplet 36,37)
- Když jsem já byl tenkrát kluk – 70 hitů (2009) – Supraphon
- Mé písně (2009) – Supraphon – Luxusní box se 36 CD (33 řadových alb Supraphonu + 3 bonusová CD)
- Zůstanu svůj – jubilejní kolekce písní (2009) – vyšlo ke speciálním vydáním časopisu Květy Karel Gott 70 – Květy / Supraphon
- Ráj bláznů (Karel Gott & Eva Urbanová (2010) – vyšlo ke speciálním vydáním časopisu Květy – Květy / Supraphon
- Největší rozhlasové šlágry (2010) – Codi Art
- Weihnachten in der goldenen Stadt – Top Alben Originale (2010) – Universal Koch
- Silber Edition – Halt mich (2010) – Universal Koch / Rossmann
- Hinter der Sonne – Lieder, die Ich Im Herzen Trage (2011) – Universal Koch
- Za lásku pálím svíci (2011) – Supraphon
- Miroslav Donutil & Karel Gott – Spolu na kus řeči (2012) – Multisonic
- Největší hity (2012) – Supraphon
- Konec ptačích árií – Karel Gott zpívá písně s texty Jiřího Štaidla (2013) – Supraphon
- Die goldene Stimme aus Prag – Das große Starporträt (2014) – Reader’s Digest
- Die goldene Stimme aus Prag – Top Alben Originale (2014) – Electrola
- Fang das Licht (2014) – Electrola
- Portrety czeskich gwiazd (2014) – Areca Multimedia
- Duety (2015) – Supraphon
- Doteky lásky (2016) – Supraphon
- In mir klingt ein Lied / Der Star meines Leben – Top Album Originale (2016) – Electrola
- 40 Slavíků (2016) – Supraphon
- Vánoce ve zlaté Praze (2016) – Supraphon
- Čas růží (2017) – Supraphon
- Ich find‘ Schlager toll (2017) – Electrola
- Zpívá Karel Gott (2017) – Supraphon
- Duety (Karel Gott & Lucie Bílá) (2018) – EMI – původní album z roku 1997 doplněno o novinku Na křídlech Slavíků
- Singly 1962–2019 (2019) – Supraphon – Luxusní box s 15 CD (obsahuje 300 písní)
- Největší hity 80/80 (2019) – Supraphon – narozeninová kolekce obsahující 80 písní Gotta + 2 nevydané novinky (Být stále mlád 2019, Srdce nehasnou)

## Alba určená pro export a alba vydaná v zahraničí

### 60. léta
- The Golden Voice Of Prague (1966) – reedice 1970 pod názvem Recital Karla Gotta – Artia/Supraphon
- Walk With Me (1968) – bylo kompletně natočeno, ale nikdy nevyšlo z důvodu emigrace Karla Krautgartnera, vedoucího orchestru. Poprvé vyšlo v r. 1993 u firmy EMG pod názvem Only You a pak ještě jako bonus u reedice alba The Golden Voice Of Prague v rámci edice Karel Gott Komplet v r. 1997

### 70. léta
- In mir klingt ein Lied (1970) – přebráno z katalogu Polydoru, opatřeno novou obálkou
- My Czech Favourites (1972) – výběr českých nahrávek, určených pro export
- Mistral (1973)
- From My Czech Song Book (1975)
- Karel Gott (1977) – Melodija, v ruštině
- Ein besonderer Klang (1977) – Polydor
- My Romantic Feeling (1979) – tento titul s obměněnými skladbami vydává také firma Amiga pod názvem Amore Mio, jedná se o anglickou verzi alba Romantika

### 80. léta
- Country Album (1982) – tento titul vydává v r. 1990 také firma Karussel pod názvem Country Hits, jedná se o anglickou verzi alba Country album
- My Czech Goldies (1982)
- White Christmas (1983) – anglická verze alba Bílé Vánoce
- Karel Gott (1986) – pouze CD, určeno pro export, jedná se o vůbec 1.CD Karla Gotta vydané v ČSR
- You Are Everywhere (1988)

### Po roce 2000
- Měl jsem rád a mám (2002) – Tornado / Sony Music

## DVD

### Kolekce největších hitů
Roku 2014 byla vydána pětidílná kolekce 50 let na DVD, mapující profesní život Karla Gotta v obrazech jeho vystoupení, videoklipů, scének a televizních vystoupení.
- Lady Carneval: Hity 60. let
- Stokrát chválím čas: Hity 70. let
- Zůstanu svůj: Hity 80. let
- Když muž se ženou snídá: Hity 90. let
- Noční král: Hity prvního desetiletí 21. století

### Záznamy koncertů
- Karel Gott 70 – záznam megakoncertu k sedmdesátým narozeninám
- Karel Gott v o2 aréně 2012 – záznam koncertu Karla Gotta ve vyprodané o2 aréně

## Účast na jiných projektech
Seznam není úplný.
- 1988 Šmoulové – Supraphon 11 0317-1, LP 10. Modrý sen, 13. Šmoulí song – zpívají: Petra Janů, Stanislav Hložek, Hana Zagorová, Michal David, Linda Finková, Jiří Korn, Dagmar Patrasová, Michal Penk, Darinka Rolincová, Josef Laufer, Iveta Bartošová, Karel Gott, Bambini di Praga, Gemini)

- 2001 Šest žen – Jiří Suchý (Divadlo Semafor 7) – Sony Music / Bonton – 13.Spodek, filek, král a eso – twist (Milan Drobný, Jiří Jelínek, Pavel Sedláček, Karel Gott, Pavlína Filipovská, Hana Hegerová a Jana Malknechtová.
- 2003 Karel Svoboda 65 – Supraphon SU 5494-2-312, EAN 09925 549428, 2CD – CD1: 09. Láska bláznivá, 15. Mistrál, 17. Kdepak, ty ptáčku, hnízdo máš?, 19. Nápoj lásky č. 10, 21. Paganini, 22. Mám zlatej důl, 23, Včelka Mája, 27. Jdi za štěstím – CD2: 02. Kam se schoulíš, 03. Beatles, 08. Půlnoc v motelu Stop, 10. Karel Gott a Marcela Holanová: Čau, lásko, 13. Musíš být jenom má, 15. Žít.

## Ostatní
Karel Gott dále vydal na desítky singlů u firmy Supraphon, v jeho diskografii je mnoho alb natočených v angličtině, němčině, italštině, ruštině vydávaných různými firmami, např. Polydor (Universal Music) nebo Melodija, spolupracoval na albech jiných interpretů, jeho písně jsou i na soundtracích k některým filmům, např. Romance za korunu nebo Hvězda padá vzhůru. Doma i v zahraničí mu vyšel nespočet kompilací a výběrů. Od r. 1996 se jeho tuzemská alba, vydávaná až do r. 1992 na značce Supraphon, postupně dočkala mnohdy svého prvního vydání na CD a chronologicky jsou uspořádána v ediční řadě Karel Gott Komplet, vydávané zprvu společností Sony Music / Bonton, posléze Supraphonem.